# Eichfahrzeug
Ein Eichfahrzeug ist eine selbstfahrende Arbeitsmaschine, die zur Eichung von Waagen und Kränen verwendet wird. Das Gewicht des Eichfahrzeugs ist auf ein Normal der Physikalisch-Technischen Bundesanstalt zurückführbar. Üblicherweise werden verschiedene kleinere und ebenfalls geeichte Gewichte mitgeführt, um die vorzunehmende Eichung unter Einsatz des Fahrzeug(gewicht)s selbst, unter Einsatz nur der mitgeführten Gewichte oder einer Kombination aus Eichfahrzeug und Gewichten durchzuführen.
Es gibt zahlreiche private Anbieter, die die Nutzung ihres Eichfahrzeugs für einzelne Wiegevorgänge oder die Vermietung von Eichfahrzeugen über längere Zeiträume anbieten. Zudem verfügen Eichbehörden über Eichfahrzeuge. Eichfahrzeuge kommen beim Kalibrieren von Kranen, Gleiswaagen, Fahrzeugwaagen und zahlreichen anderen Waagen zum Einsatz.

## Bauformen von Eichfahrzeugen

### Lastkraftwagen

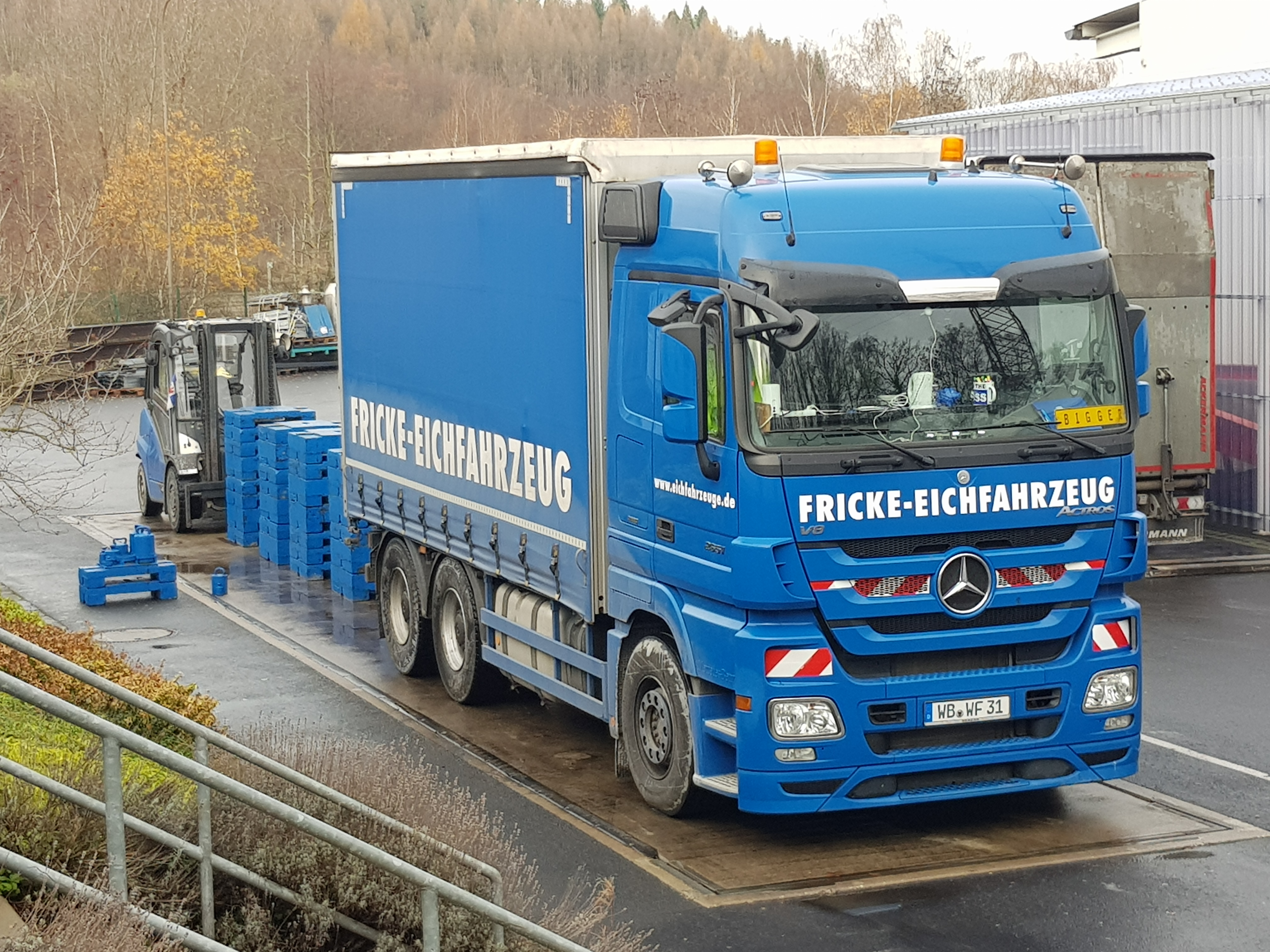
Eichfahrzeug mit zusätzlichen Gewichten auf einer Fahrzeugwaage

In der Regel gleicht ein Eichfahrzeug äußerlich einem normalen Lastkraftwagen, meist als Lastkraftwagenzug. Zum Umgehen unzulässig hoher Achslasten aufgrund der hohen Gesamtmasse haben Eichfahrzeuge häufig mehr (bis zu sieben) Achsen als normale Lkw (bis zu vier). Zudem sind Hydraulikstützen in der Fahrzeugmitte und liftbare Achsen üblich, um auch auf kürzeren Waagenbrücken eine Messung durchführen zu können. Üblicherweise werden im Eichfahrzeug geeichte Gewichte, Wiegehilfsmittel wie Körbe und Plattformen und ein System zum Bewegen der Gewichte, etwa ein Gabelstapler oder Kran, mitgeführt.
Die schwersten Eichfahrzeuge können auf bis zu 70 t aufgelastet werden. Üblich sind zulässige Gesamtmassen um 50 t, aber auch Zwei-, Vierzig- und Sechzigtonner sind am Markt verfügbar.

### Schienenfahrzeug
Insbesondere für Messungen von Gleiswaagen werden auch Wagen und Lokomotiven als Eichfahrzeuge eingesetzt. Die üblicherweise dreiachsigen und rund 6 m langen Wagen lassen sich mit zusätzlichen Massestücken beladen und erreichen damit Gesamtmassen bis 150 t. Die zusätzlichen Massestücke werden im dazugehörenden Eichbeiwagen transportiert, der auch mit einer Betriebsbremsenrichtung ausgerüstet ist. Wegen der verschleißbedingten Masseänderung erhalten Eichwagen in der Regel keine mechanische Bremseinrichtung. Üblicherweise sind Eichwagen als Bahndienstfahrzeuge eingeordnet, aber auch ein Straßentransport mit Eingleisen der Wagen vor Ort ist möglich und üblich. Der Antrieb kann durch eigene Rangiermittel, einen Fahrantrieb am Eichbeiwagen, kleine Akkulokomotiven oder beizustellende Regellokomotiven bewerkstelligt werden.

## Bauformen der mitgeführten Gewichte
- Blockgewichte zwischen 5 kg und 10 t
- Rollengewichte mit 2,5 t
- Körbe und Plattformen zur Aufnahme mehrerer kleiner Gewichte
- vor Ort befüllbarer Wassertank

## Zulassungsrechtliche Besonderheiten straßenverkehrstauglicher selbstfahrender Arbeitsmaschinen
Selbstfahrende Arbeitsmaschinen sind gemäß § 3 Abs. 2 Nr. 1a FZV zulassungsfrei und dementsprechend i. S. d. § 3 Nr. 1 KraftStG von der Kraftfahrzeugsteuer befreit. Eichfahrzeuge müssen bei einer bauartbedingten Höchstgeschwindigkeit (bbH) von über 20 km/h neben einer gültigen Betriebs- oder Einzelbetriebserlaubnis ein amtliches Kennzeichen der örtlichen Zulassungsbehörde führen, um in Betrieb gesetzt werden zu dürfen. Durch die Steuerbefreiung kann in diesen Fällen ein grünes Kennzeichen vergeben werden (§§ 4 Abs. 2 Nr. 1, 9 Abs. 2 FZV). Die mit dem Kennzeichen ausgegebene Zulassungsbescheinigung Teil 1 ist beim Betrieb des Fahrzeugs ständig mitzuführen. Der Halter muss eine Kfz-Haftpflichtversicherung abschließen.
Einige Eichfahrzeuge überschreiten die in § 34 StVZO festgelegten Gewichte und Achslasten. Für sie ist eine Ausnahmegenehmigung nach § 70 StVZO erforderlich und ihre Nutzung im öffentlichen Straßenverkehr erlaubnispflichtig (§ 29 Abs. 3 StVO).